# Vaiusu
Vaiusu je obec na ostrově Upolu na Samoi, patří pod politický okres Tuamasaga.

## Geografie
Vaiusu se nachází na severním pobřeží ostrova, západně od hlavního města Apia. V okolí jsou obce Vaigaga, Elisefou, Talimatau a Vailoa. 
Má  obyvatel. 

## Náboženství
Velká část obyvatelstva se hlásí ke katolické církvi. 

## Klima
Klima je tropické a horké, s neustále vanoucími větry. Stejně jako jiná místa na Samoi je občas zasaženo cyklony.